# Duszeti
Duszeti – miasto w Gruzji, w regionie Mccheta-Mtianetia. W 2024 roku zamieszkane przez około 7200 osób.
W mieście rozwinął się przemysł spożywczy oraz dywanowy.